# Charlotte Niehaus
Charlotte Niehaus geb. Schnackenberg (* 30. September 1882 in Ottersberg; † 19. Februar 1975 in Bremen) war eine deutsche Sozialarbeiterin, Politikerin (SPD) und Mitglied der Bremer Bürgerschaft.

## Biografie
Niehaus war die Tochter eines Zimmermanns. Sie besuchte die Volksschule und arbeitete danach als Kindergärtnerin. Ab 1899 war sie in Bremen als Hausangestellte tätig. Sie heiratete einen Schneider und wirkte in seiner Werkstatt. 
Ab 1906 waren beide Mitglied der SPD. Im Ersten Weltkrieg, ihr Mann war durch Kriegsfolgen berufsunfähig, trat sie 1917 der USPD bei und wurde 1922 wieder SPD-Mitglied. Von 1920 bis 1933 war sie Mitglied der Bremischen Bürgerschaft. Sie setzte sich in der Bürgerschaft besonders für das Wohlfahrtswesen ein. Sie war ein sehr aktives Mitglied der Arbeiterwohlfahrt (AWO). In der Zeit des Nationalsozialismus musste sie sehr zurückgezogen leben. 
Nach dem Zweiten Weltkrieg gründeten 1945 die Frauen der ersten Stunde wie  Charlotte Niehaus, Ella Ehlers, Clara Jungmittag, Helene Kaisen und Anna Stiegler die 1933 verbotene AWO in Bremen neu. In der AWO leitete sie von 1954 bis 1961 den Ortsausschuss. In der SPD war sie im Frauenausschuss aktiv und seit etwa 1946 im Vorstand des in der Zeit des Nationalsozialismus verbotenen überparteilichen Bremer Frauenausschusses. Sie war eine bedeutende Frau der Bremer Frauenbewegung. 

## Ehrungen
- Das AWO-Kindertagesheim Charlotte Niehaus an der Rablinghauser Landstraße in Rablinghausen wurde nach ihr benannt.
- Die Marie-Juchacz-Plakette der Arbeiterwohlfahrt wurde ihr 1969 verliehen.